# 危険犯
危険犯（きけんはん、ドイツ語: Gefährdungsdelikt）とは、法益の侵害が現実に発生していない段階であっても、法益侵害のおそれがあれば実現する犯罪を言う。これに対して犯罪の成立に際し、現実に法益侵害が発生することが必要とされる犯罪は侵害犯と呼ばれる。

## 概説
近代刑法においては、そもそも犯罪が成立する為には、何らかの法益を侵害していることが必要である。例えば殺人罪の場合は人の生命、窃盗罪の場合には他人の財物という公衆の健康や健全な生活を直接に害した段階で法適用となる。
例えば通貨偽造罪の場合を考えてみると、実際に偽造通貨が市中に流通してからようやく犯罪成立としたのでは、通貨偽造罪が守ろうとしている通貨に対する公共の信用という重大な法益を守ることは到底できない。同様に薬物犯罪においても、公共の健康を害する危険性が高いものとして所持している段階であへん煙に関する罪などが罪に問われる仕組みになっている。
このように法益侵害の危険性が生じた時点で、構成要件を満たして犯罪行為として認識することで未然に違法行為を防ごうとしているのである。
また危険犯は抽象的危険犯 (abstraktes Gefährdungsdelikt) と具体的危険犯 (konkretes Gefährdungsdelikt) に大別される。

## 危険犯となる主な罪・法律
- 放火及び失火の罪
- 現住建造物等放火罪
- 非現住建造物等放火罪
- 建造物等以外放火罪
- 通貨偽造罪
- 内乱罪
- サリン等による人身被害の防止に関する法律